# Pallacanestro Femminile Schio 2012-2013
Questa voce raccoglie le informazioni riguardanti la Famila Wüber Schio nelle competizioni ufficiali della stagione 2012-2013.

## Stagione
La stagione 2012-2013 è stata la ventunesima consecutiva che la squadra scledense ha disputato in Serie A1.

## Verdetti stagionali
Competizioni nazionali
- Serie A1: (26 partite)

stagione regolare: 1º posto su 10 squadre (17-1);
play-off: Vincitrice contro Lucca (3-0).
- Coppa Italia: (2 partite)

finale vinta contro Lucca.
- Supercoppa italiana: (1 partita)

gara vinta contro Taranto (72-51).
Competizioni europee
- EuroLega: (18 partite)

stagione regolare: 4º posto su 7 squadre nel gruppo B (7-5);
quarti di finale nel gruppo B (0-3)

## Roster
|    | Naz.                   | Ruolo | Sportivo            | Anno | Alt. |  |  |
| -- | ---------------------- | ----- | ------------------- | ---- | ---- |  |  |
| 4  | Italia (bandiera)      | G     | Chiara Consolini    | 1988 | 182  |  |  |
| 5  | Stati Uniti (bandiera) | AG    | Danielle McCray     | 1987 | 180  |  |  |
| 6  | Italia (bandiera)      | P     | Giorgia Sottana     | 1988 | 176  |  |  |
| 8  | Italia (bandiera)      | G     | Laura Benko         | 1983 | 180  |  |  |
| 10 | Belgio (bandiera)      | G     | Kathy Wambe         | 1981 | 175  |  |  |
| 11 | Italia (bandiera)      | AP    | Raffaella Masciadri | 1980 | 185  |  |  |
| 12 | Italia (bandiera)      | AG    | Emanuela Ramon      | 1982 | 187  |  |  |
| 13 | Francia (bandiera)     | C     | Élodie Godin        | 1985 | 190  |  |  |
| 14 | Stati Uniti (bandiera) | C     | Jantel Lavender     | 1988 | 193  |  |  |
| 15 | Italia (bandiera)      | C     | Jenifer Nadalin     | 1983 | 187  |  |  |
| 21 | Italia (bandiera)      | C     | Elisa Ercoli        | 1995 | 192  |  |  |
| 22 | Italia (bandiera)      | PG    | Martina Mosetti     | 1995 | 177  |  |  |
| 23 | Italia (bandiera)      | A     | Eleonora Zanetti    | 1994 | 180  |  |  |
| 24 | Italia (bandiera)      | A     | Lorenza Prospero    | 1994 | 184  |  |  |
| 25 | Italia (bandiera)      | AG    | Laura Macchi        | 1979 | 188  |  |  |
| 99 | Italia (bandiera)      | A     | Beatrice Peron      | 1994 | 185  |  |  |

- Allenatore:  Maurizio Lasi
- Vice Allenatore:  Giustino Altobelli
- Preparatore atletico:  Ennio Sabbadin
- Medico sociale:  Giovanni Sambo
- Fisioterapista:  Aldo Lucchin
- Medico Sociale:  Giovanni Sambo
- Addetto Arbitri:  Maurizio Pozzan

- Presidente: Marcello Cestaro
- Vicepresidente: Mario Cestaro
- General Manager: Paolo De Angelis
- Direttore Sportivo: Francesco Alvisi
- Responsabile amministrativo: Maurizio Pozzan
- Direttore Settore Giovanile: Nicoletta Caselin
- Segretario: Giuseppe Facci
- Addetto stampa: Franco Marchetti
- Speaker: Pierangelo Schiralli